# Конрад V (Ритберг)
Конрад V фон Ритберг (на немски: Konrad V von Rietberg; † 31 октомври 1472) е от 1428 до 1472 г. граф на Ритберг.

## Биография
Той е най-възрастният син на граф Конрад IV (ок. 1371 – 1428) и съпругата му Ирмгард/Ермегардис фон Дипхолц († 1426), дъщеря на Йохан II фон Дипхолц († 1422) и Кунигунда фон Олденбург. По баща е внук на граф Ото II фон Ритберг († 1389) и на Аделхайд фон Липе († ок. 1394). Племенник е на Ото IV фон Ритберг († 1406), епископ на Минден (1403 – 1406). Брат е на Аделхайд фон Ритберг († 25 декември 1459), омъжена за граф Ото V фон Хоя (* ок. 1410; † 1455).
Конрад V построява дворцовата капела в Ритберг, която е осветена на 2 юли 1464 г. През 1456 г. той трябва да даде графството си за 600 рейнски гулдена на ландграфа на Хесен.
Той е погребан в манастир Мариенфелд.

## Фамилия
Конрад V се жени пр. 1450 г. за Якоба фон Нойенар (* 1426; † 23 февруари 1492), дъщеря на граф Гумпрехт II фон Нойенар († 1484) и Маргарета фон Лимбург-Бройх († 1479). Те имат 6 деца:
- Йохан I (* ок. 1450; † 16 февруари 1516), от 1472 г. граф на Ритберг, женен I. за Маргарета фон Липе (* ок. 1450, † 1527), II. за Мария Зингман
- Ирмгард, омъжена 1443 г. за Арнд Балке
- Конрад († 1508), епископ на Оснабрюк (1482 – 1508) и на Мюнстер (1497 – 1508)
- Симон (ок. 1466 – 1480), домхер в Кьолн
- Гумпрехт (* ок. 1468), споменат само 1468 г.
- Маргарета († 1535), омъжена на 10 март 1483 г. за херцог Фридрих III фон Брауншвайг-Каленберг-Гьотинген († 1495)